# Nicolas Boël
Nicolas Jacques Etienne Marie Ghislain graaf Boël (Ukkel, 4 oktober 1962) is een Belgisch ondernemer en bestuurder. Van 2012 tot 2023 was hij voorzitter van de raad van bestuur van chemiemultinational Solvay.

## Levensloop

### Familie
Nicolas Boël, telg uit het geslacht Boël, is een zoon van Pol graaf Boël (1923-2007) en Nicole burggravin Davignon (1926-1999). Zijn vader was een MR-senator en industrieel, onder meer afgevaardigd bestuurder van Usines Gustave Boël, en zijn moeder was een zus van diplomaat, politicus en bestuurder Étienne graaf Davignon. Hij is een kleinzoon van industrieel René Boël en een neef van ondernemer Harold Boël.
Hij is in 1987 gehuwd met Valentine gravin du Parc Locmaria du Parc (1962). Ze hebben vijf kinderen: vier dochters en als laatste een zoon. Na het overlijden van zijn vader in 2007 verkreeg hij de eerstgeboortetitel van graaf daar zijn oudere broer in 1988 was overleden.

### Carrière
Boël studeerde economische wetenschappen aan de Université catholique de Louvain en behaalde een MBA aan het College of William & Mary in de Verenigde Staten. Na zijn studies werkte hij vanaf 1989 voor het familiale staalbedrijf Usines Gustave Boël, dat in 1999 aan de Italiaanse-Zwitserse staalgroep Duferco werd verkocht. Nadien bekleedde Boël managementposities bij de Brits-Nederlandse staalgroep Corus, dat in 2007 door het Indiase staalbedrijf Tata Steel werd overgenomen, en het Franse Myriad, een onderdeel van Corus.
Sinds 1998 is hij bestuurder van de Belgische chemiemultinational Solvay, waar hij in mei 2012 Aloïs Michielsen als voorzitter van de raad van bestuur opvolgde. Tevens is hij bestuurder bij verschillende familiale vennootschappen zoals investeringsvennootschap Sofina. Na de splitsing van Solvay in Solvay en Syensqo in december 2023 legde hij het voorzitterschap van Solvay neer.
Boël is lid van de raden van bestuur van de Francqui-Stichting, het Internationaal Instituut voor Fysica en Chemie en de Fondation Saint-Luc en lid van het strategisch comité van het Verbond van Belgische Ondernemingen. Hij is voormalig bestuurder van GUBERNA.